# Reflexionsfaktor
Der Begriff Reflexionsfaktor (auch Reflexionskoeffizient) ist in der Physik das Amplitudenverhältnis zwischen reflektierter und einfallender Welle beim Übergang in ein anderes Ausbreitungsmedium.
Die Amplitude bezieht sich dabei auf die skalare oder vektorielle Feldgröße, beispielsweise die elektrische Spannung auf einer Leitung, den Druck beim Schall oder die elektrische Feldstärke bei elektromagnetischen Wellen. Der Reflexionsfaktor ist im Allgemeinen eine komplexe Größe. Sein Betrag gibt an, um welchen Anteil die reflektierte Welle schwächer ist als die einfallende und sein Argument, welche Phase die reflektierte Welle bezüglich der einfallenden Welle besitzt. Der Reflexionsfaktor ist abhängig vom Einfallswinkel. Fällt eine Welle auf ein optisch bzw. akustisch dünneres Medium, so tritt für flache Einfallswinkel Totalreflexion auf und der Reflexionsfaktor ist 1. Neben der Winkelabhängigkeit hängt der Reflexionsfaktor vom Wellentyp ab: Somit ist er für Longitudinalwellen und Transversalwellen in der Akustik unterschiedlich und in der Optik abhängig von der Polarisation der Welle. Letzteres wird durch die Fresnelsche Gleichungen beschrieben.
Das Amplitudenverhältnis aus transmittierter und einfallender Welle heißt Transmissionsfaktor. Um die Energieübertragung der einzelnen Wellen (einfallende, reflektierte, transmittierte) zu berechnen, muss der Reflexionsgrad betrachtet werden, der sich auf die Leistung oder Intensität der Welle bezieht. Dieser wird oft für ein ganzes Bauteil statt für einen einzelnen Übergang angegeben und kann durch Interferenz stark von der Wellenlänge abhängen.

## Reflexionsfaktor in der Leitungstheorie
Bei der Ausbreitung einer beliebig geformten elektromagnetischen Welle entlang einer (linearen, homogenen) Leitung erfolgt eine Reflexion, wenn sich die Wellenimpedanz der Leitung an einer Stoßstelle ändert oder wenn eine Störstelle (z. B. ein Querwiderstand) auf der Leitung vorhanden ist. Bei linearem Verhalten der Stoß- bzw. Störstelle beschreibt ein dimensionsloser Reflexionsfaktor, wie die reflektierte Spannungs- und Stromwelle aus der ankommenden Welle erzeugt wird. Der Reflexionsfaktor wird in der Literatur oft durch die Symbole {\displaystyle \Gamma } oder {\displaystyle r} dargestellt. Dagegen beschreibt der Transmissionsfaktor (Transmissionskoeffizient, Übergangs- oder Brechungsfaktor) {\displaystyle T} den Anteil der transmittierten (durchgelassenen) Welle (sofern die Leitung nicht endet). Beide Faktoren sind im Allgemeinen von der Richtung abhängig, in welcher eine Stoßstelle von der Welle durchlaufen wird.

### Reeller Reflexionsfaktor
Stoßen zwei Leitungen mit reellem Wellenwiderstand (d. h. verzerrungsfreie oder verlustlose Leitungen) aufeinander oder endet eine solche und ist mit einem ohmschen Widerstand abgeschlossen, dann berechnet sich der Reflexionsfaktor als Verhältnis von reflektierter Spannung {\displaystyle U_{\mathrm {r} }} zu hinlaufender Spannung {\displaystyle U_{\mathrm {h} }} nach folgender Gleichung:
{\displaystyle \Gamma ={\frac {U_{\mathrm {r} }}{U_{\mathrm {h} }}}=-{\frac {I_{\mathrm {r} }}{I_{\mathrm {h} }}}={\frac {Z_{\mathrm {w2} }-Z_{\mathrm {w1} }}{Z_{\mathrm {w2} }+Z_{\mathrm {w1} }}},\quad |\Gamma |\leq 1}
Dabei ist {\displaystyle Z_{\mathrm {w1} }} die Wellenimpedanz vor der Sprungstelle sowie {\displaystyle Z_{\mathrm {w2} }} die Wellenimpedanz nach der Sprungstelle oder die Größe eines ohmschen Abschlusswiderstandes an der Leitung. Es ergeben sich folgende Grenzfälle:
| {\displaystyle Z_{\mathrm {w2} }}                | Reflexions- faktor {\displaystyle \Gamma } | Bedeutung                                                                     |
| ------------------------------------------------ | ------------------------------------------ | ----------------------------------------------------------------------------- |
| 0                                                | −1                                         | Totalreflexion mit Phaseninvertierung am kurzgeschlossenen Ende einer Leitung |
| {\displaystyle {\tfrac {1}{2}}Z_{\mathrm {w1} }} | −1/3                                       | 11 % der Energie werden reflektiert                                           |
| {\displaystyle {\tfrac {4}{5}}Z_{\mathrm {w1} }} | −1/9                                       | 1,2 % der Energie werden reflektiert                                          |
| {\displaystyle Z_{\mathrm {w1} }}                | 0                                          | keine Reflexion, ideale Anpassung                                             |
| {\displaystyle {\tfrac {5}{4}}Z_{\mathrm {w1} }} | +1/9                                       | 1,2 % der Energie werden reflektiert                                          |
| {\displaystyle \,2\,Z_{\mathrm {w1} }}           | +1/3                                       | 11 % der Energie werden reflektiert                                           |
| {\displaystyle \infty }                          | +1                                         | Totalreflexion ohne Phaseninvertierung am offenen Ende einer Leitung          |

Der Transmissionsfaktor {\displaystyle T} kann direkt aus dem Reflexionsfaktor berechnet werden:
{\displaystyle T={\frac {2\cdot Z_{\mathrm {w2} }}{Z_{\mathrm {w2} }+Z_{\mathrm {w1} }}}=1+\Gamma }

### Komplexer Reflexionsfaktor
Wird eine Leitung mit sinusförmiger Spannung betrieben, dann wird sie mit Hilfe der komplexen Wechselstromrechnung analysiert. Der Reflexionsfaktor wird in diesem Fall als Verhältnis der komplexen Amplituden von reflektierter und ankommender Spannungswelle definiert und berechnet sich aus den jetzt im Allgemeinen komplexen Wellen- oder Abschlusswiderständen nach der gleichen Formel wie der reelle Reflexionsfaktor. Allerdings ist er in diesem Fall selbst ein komplexer von der Frequenz abhängiger Phasor, der bei reellem Wellenwiderstand betragsmäßig nie größer als 1 wird. Sein Argument bestimmt den Phasensprung der reflektierten Welle an der Stoßstelle. Falls er nicht 0 ist, entstehen durch die Interferenz von hin- und rücklaufender Welle die sogenannten stehenden Wellen. Beim Abschluss einer Leitung mit einem reinen Blindwiderstand ist der Betrag des Reflexionsfaktors ebenfalls gleich 1 und es entsteht auch in diesem Fall Totalreflexion. Um seine Frequenzabhängigkeit „zu präsentieren“, kann der Reflexionsfaktor als Ortskurve dargestellt werden.
Wird beispielsweise eine Leitung mit dem reellen Wellenwiderstand {\displaystyle Z} mit einer Kapazität {\displaystyle C} abgeschlossen, dann erhält man für den Reflexionsfaktor
{\displaystyle {\underline {\Gamma }}(j\omega )={\frac {{\frac {1}{j\omega C}}-Z}{{\frac {1}{j\omega C}}+Z}}={\frac {1-j\omega CZ}{1+j\omega CZ}}=e^{-2j\cdot \arctan(\omega CZ)}}

### Verallgemeinerter komplexer Reflexionsfaktor
Während im Allgemeinen der Reflexionsfaktor nur genau an der Stoß- bzw. Störstelle definiert ist, verallgemeinert man bei sinusförmigen Wellen seine Definition auf die gesamte Leitung als Verhältnis der Phasoren von rücklaufender und hinlaufender Spannungswelle an einer beliebigen Stelle. Man spricht von einer Transformation des Reflexionsfaktors. Für diesen verallgemeinerten Reflexionsfaktor gilt im Abstand {\displaystyle y} von der Stoßstelle
{\displaystyle {\underline {\Gamma }}(y)={\underline {\Gamma }}(0)\cdot e^{\pm 2y\cdot \gamma }={\underline {\Gamma }}(0)\cdot e^{\pm 2y\cdot \alpha }\cdot e^{\pm 4\pi j{\frac {y}{\lambda }}}}
Dabei ist {\displaystyle \gamma =\alpha +j\beta } die komplexe Fortpflanzungskonstante der Leitung und nicht mit den Reflexionsfaktor {\displaystyle \Gamma } zu verwechseln. {\displaystyle \Gamma (0)} ist der Reflexionsfaktor an der Stoßstelle, der mit größer werdendem Abstand durch den Faktor {\displaystyle e^{\pm 4\pi j{\frac {y}{\lambda }}}} ({\displaystyle \lambda } ist die Wellenlänge) in der Phase gedreht und bei einer verlustbehafteten Leitung durch den Faktor {\displaystyle e^{\pm 2y\cdot \alpha }} gedämpft wird ({\displaystyle \pm } in Abhängigkeit von der Richtung der Welle).

### Der Reflexionsfaktor als Operator
Im Allgemeinen sind die Wellenwiderstände und/oder das Element der Störstelle mit einem Blindwiderstandsanteil behaftet. Dann wird eine nichtsinusförmige reflektierte Welle an der Sprung- bzw. Störstelle gegenüber der ankommenden Welle nicht nur in ihrer Größe geändert, sondern auch in ihrer Form „linear verzerrt“. Obwohl auch in diesem Fall formal die gleichen Berechnungsformeln gelten, sind dann Reflexions- und Transmissionsfaktor komplizierte Operatoren im Sinne einer Operatorenrechnung und die Berechnungen können im Allgemeinen nur mit numerischen Methoden durchgeführt werden.
Das oben genannte Beispiel einer Leitung mit dem reellen Wellenwiderstand {\displaystyle Z} und einem Abschluss mit der Kapazität {\displaystyle C} ergibt dann den Operator des Reflexionsfaktors mit der komplexen Frequenz {\displaystyle s}
{\displaystyle {\underline {\Gamma }}(s)={\frac {{\frac {1}{sC}}-Z}{{\frac {1}{sC}}+Z}}={\frac {1-sCZ}{1+sCZ}}}
Nach Multiplikation mit der Bildfunktion der ankommenden Welle erhält man die Bildfunktion der reflektierten Welle, die letztendlich in eine Zeitfunktion zurück transformiert werden muss.

### Rückflussdämpfung
Insbesondere bei der Beschreibung von Leitungseigenschaften wird häufig der Begriff der Rückflussdämpfung {\displaystyle R} verwendet. Der Rückflussdämpfungsfaktor bezeichnet das Verhältnis von gesendeter Leistung zu reflektierter Leistung. Da die Leistung proportional zum Betragsquadrat der Feldgröße wie der Spannung ist, kann der Rückflussdämpfungsfaktor durch den Reflexionsfaktor ausgedrückt werden:
{\displaystyle R={\frac {P_{\mathrm {h} }}{P_{\mathrm {r} }}}=\left|{\frac {U_{\mathrm {h} }}{U_{\mathrm {r} }}}\right|^{2}={\frac {1}{\left|\Gamma \right|^{2}}}}
Wenn man den Rückflussdämpfungsfaktor logarithmiert, erhält man das Rückflussdämpfungsmaß {\displaystyle a}, das üblicherweise in der Pseudoeinheit Dezibel (dB) angegeben wird:
{\displaystyle {\begin{aligned}a&=10\,\mathrm {dB} \cdot \lg R\\&=-20\,\mathrm {dB} \cdot \lg \left|\Gamma \right|\\&=-20\,\mathrm {dB} \cdot \lg \left|{\frac {Z_{\mathrm {w2} }-Z_{\mathrm {w1} }}{Z_{\mathrm {w2} }+Z_{\mathrm {w1} }}}\right|\end{aligned}}}

### Stehwellenverhältnis
Bei sinusförmigen Wellen auf verlustlosen Leitungen ist der Zusammenhang des komplexen Reflexionsfaktors {\displaystyle \Gamma }, dieser ist identisch mit dem Streuparameter {\displaystyle s_{11}}, mit dem Stehwellenverhältnis {\displaystyle SWR} gegeben durch:
{\displaystyle |\Gamma |=|s_{11}|={SWR-1 \over SWR+1}}.

## Wasserwellen

Reflexionskoeffizient C(f)

Reflexionskoeffizient C(x)

Bei monochromatischen Wasserwellen ist der Reflexionskoeffizient als Quotient aus der Höhe der reflektierten Welle {\displaystyle H_{\mathrm {r} }} und der Höhe der anlaufenden Welle {\displaystyle H_{\mathrm {i} }} definiert.
{\displaystyle C_{\mathrm {r} }=H_{\mathrm {r} }/H_{\mathrm {i} }<1}
Er kann versuchstechnisch aus den resultierenden Wasserspiegelauslenkungen der an einem Bauwerk partiell stehenden Welle ermittelt werden.
{\displaystyle C_{\mathrm {r} }={\frac {H_{\mathrm {r} }}{H_{\mathrm {i} }}}={\frac {H_{\max }-H_{\min }}{H_{\max }+H_{\min }}}}
Darin bedeuten:
- {\displaystyle H_{\max }=H_{\mathrm {i} }+H_{\mathrm {r} }}
- {\displaystyle H_{\min }=H_{\mathrm {i} }-H_{\mathrm {r} }}

Für die Analyse der frequenzabhängigen Reflexion von Wellenspektren seeseitig eines Bauwerkes können für definierte Frequenzbänder {\displaystyle i} an Stelle der überlagerten vertikalen Wasserspiegelauslenkungen auch die Extremwerte der integrierten Energiedichte {\displaystyle E_{\max ,i}} und {\displaystyle E_{\min ,i}} verwendet werden.
{\displaystyle C_{\mathrm {r} ,i}={\frac {{\sqrt {E_{\max ,i}}}-{\sqrt {E_{\min ,i}}}}{{\sqrt {E_{\max ,i}}}+{\sqrt {E_{\min ,i}}}}}}
mit
- {\displaystyle E_{\max ,i}} = Betrag des Energiemaximums der zur Partialwelle beitragenden Frequenzkomponenten am Schwingungsbauch und
- {\displaystyle E_{\min ,i}} = Betrag des Energieminimums der zur Partialwelle beitragenden Frequenzkomponenten am Schwingungsknoten.

Unter Berücksichtigung des bei partieller Reflexion an geneigten Wänden (Böschungen) auftretenden Phasensprunges (Phasenunterschied {\displaystyle \Delta \varphi } zwischen der einfallenden und der reflektierten Welle) kann ein komplexer Reflexionskoeffizient derart definiert werden, dass dieser neben dem Wellenhöhenverhältnis {\displaystyle C_{\mathrm {r} }=H_{\mathrm {r} }/H_{\mathrm {i} }} auch die Phasenverschiebung {\displaystyle \Delta \varphi } enthält:
{\displaystyle \Gamma =C_{\mathrm {r} }\cdot e^{i\Delta \varphi }}